# USS Zellars (DD-777)
O USS Zellars (DD-777) foi um Destroyer norte-americano que serviu durante a Segunda Guerra Mundial.

## Comandantes
| Comandante                  | Data                                           |
| --------------------------- | ---------------------------------------------- |
| Cdr. Blinn van Mater        | 25 de Outubro de 1944 - 8 de Fevereiro de 1945 |
| Cdr. Leon Samuel Kintberger | 8 de Fevereiro de 1945 - 1945                  |